# The Hidden Scar
The Hidden Scar è un film muto del 1916 diretto da Barry O'Neil e sceneggiato da Frances Marion. Prodotto dalla Peerless Productions e distribuito dalla World Film, aveva come interpreti Ethel Clayton, Holbrook Blinn, Irving Cummings, Montagu Love, Madge Evans, Edward Kimball ed Eugenie Woodward.

## Produzione
Il film, il cui titolo in origine era The Scorching Way, fu prodotto dalla Peerless Productions.

## Distribuzione
Il copyright del film, richiesto dalla World Film Corp., fu registrato il 26 settembre 1916 con il numero LU9227.
Distribuito dalla World Film e presentato da William A. Brady, il film uscì nelle sale statunitensi il 16 ottobre 1916.
Copie incomplete della pellicola si trovano conservate a Washington, negli archivi della Library of Congress, e a Ottawa, in quelli del National Archives of Canada.